# Ain't No Doubt
Ain't No Doubt is een nummer van de Britse zanger en acteur Jimmy Nail uit 1992. Het is de eerste single van zijn tweede studioalbum Growing Up in Public.
Het nummer gaat over een relatie die op de klippen loopt, doordat de man zijn vrouw vaak verkeerd begrijpt. In de tekst wordt ook verwezen naar Stings hit "If You Love Somebody Set Them Free". Ten tijde van de populaire BBC-serie Spender werd "Ain't No Doubt" een hit in Europa en veroverde het de eerste plaats in het Verenigd Koninkrijk. In de Nederlandse Top 40 bereikte het de 9e positie en in de Vlaamse Radio 2 Top 30 de 5e.